# An Anna Blume
"An Anna Blume" (em português: 'Para Ana Flor'), mais conhecido, simplesmente, como Anna Blume, é um poema do alemão Kurt Schwitters, escrito em 1919. Parodiando de forma fragmentária os poemas de amor, dentro da sua proposta de arte chamada Merz, o poema é considerado fundador de uma linguagem poética inexistente até então.
Não se trata de um poema dadaísta, apesar da aproximação do poeta com este movimento. O poema utiliza perspectivas múltiplas, fragmentos de outros textos, ditos populares, adivinhações, clichês da publicidade, formando uma espécie de colagem verbal que desconstrói elementos da língua e da cultura alemã, a partir de seu uso cotidiano.
Pode-se compreendê-lo a partir de uma leitura gestáltica, que "ressemantiza" o texto. Tem em comum com o Dadaísmo o tom de absurdo, embora seja, em certo sentido, um poema de amor.
Foi publicado na revista Der Sturm ('A Tempestade') no mesmo ano em que foi escrito, no mês de agosto, com o subtítulo de "Poema Merz I", causando grande impacto e muita polêmica. Kurt Schwitters foi violentamente atacado pela crítica e tachado de demente pela burguesia letrada. O poema foi impresso em cartazes de um metro de altura, espalhados pela cidade de Hanôver, e se tornou famoso por toda a Alemanha. Muitas paródias também foram publicadas em jornais e revistas. No mesmo ano, foi publicado em livro que levava o mesmo título (An Anna Blume, Dichtungen; em português, 'Para Ana Flor, poesia').
"An Anna Blume" entrou para a história da literatura de língua alemã como um dos mais polêmicos textos de todos os tempos. Segundo a professora Fabiana Macchi "o poema é uma grande colagem, seguindo o programa da poesia Merz, e causa estranhamento, ainda hoje, pelas deformações gramaticais, falsas regências e pela ortografia, bem como pelas sequências de pronomes - elementos da poesia expressionista. Os resquícios da fala dialetal e as frases feitas, tiradas de concursos de charadas ou de ditados populares, são elementos Merz. A introdução de frases que quebram a lógica semântica ou de elementos que rompem com a lógica gramatical também são recursos frequentes encontrados na poesia expressionista, sem falar que tudo o que rompe com a lógica é também típico dos dadaístas."